# 克罗地亚青年社会主义者
克罗地亚青年社会主义者（缩写为MSH）是克罗地亚的一个共产主义青年组织。该组织成立于1997年，当时取名为青年民主左翼；2001年，改用现名。该组织是克罗地亚社会主义工人党的青年翼。该组织以马克思列宁主义为指导思想。该组织的口号是“永不为奴，永不为主！”。2019年，该组织成为世界民主青年联盟的正式成员。该组织曾派代表参加欧洲共产主义青年组织会议。